# Лоренс Ріс
Лоренс Ріс — британський історик, автор історичних книжок на тему нацизму, Голокосту та Другої світової. Колишній керівник історичних телепроєктів на BBC TV. Лауреат Премії Пібоді за найкращий документальний фільм, Британської книжкової премії, BAFTA та двох нагород «Еммі».

## Кар'єра
Ріс працював редактором та виконавчим продюсером у BBC до 2008 року, після чого створив мультимедійний вебсайт про історію, який згодом виграв нагороду «Найкращий у своїй категорії» в Interactive Media Awards.
Через власну незалежну продюсерську компанію LR History Ріс також написав сценарій, був продюсером та режисером телевізійного серіалу BBC 2012 року «Темна харизма Адольфа Гітлера» (написавши супровідну книгу) та повнометражного документального фільму «Доторкнутися до Освенцима».

## Книги

### Книги перекладені українською мовою
- Лоренс Ріс: «Гітлер і Сталін. Тирани і Друга світова війна» / пер. з англ. Катерина Диса. — Київ: Лабораторія, 2021, — 544 с.
- Лоренс Ріс: «Аушвіц. «Остаточне рішення» нацистів» / пер. з англ. Анастасія Цимбал. — Київ: Лабораторія, 2022, — 360 с.
- Лоренс Ріс: «Голокост. Нова історія» / пер. з англ. Юлія Костюк. — Київ: Лабораторія, 2022.
- Лоренс Ріс: «За лаштунками війни. Сталін, нацисти і Захід» / пер. з англ. Наталія Яцюк. — Київ: Лабораторія, 2022.